# Brainticket
Brainticket è un gruppo di rock progressivo capeggiato dal poliedrico musicista di origine belga Joel Vandroogenbroeck e formato da membri di varie nazionalità (tra cui la cantante italiana Gianfranca Montedoro).

## Storia dei Brainticket
Attivo nei primi anni '70 in Italia dove ha registrato il secondo (Psychonaut) e il terzo album (Celestial Ocean).
Nel maggio 1971 parteciparono al Festival Pop di Caracalla a Roma assieme agli Osanna e ad altri gruppi.
Joel Vandroogenbroeck partecipò tra il 1971 e 1972 alla registrazione della prima opera rock italiana Orfeo 9 di Tito Schipa jr. apportando sfumature orientaleggianti suonando il sitar.

## Discografia
- 1971 - Cottonwoodhill
- 1972 - Psychonaut
- 1973 - Celestial Ocean
- 1973 - Free dimension (raccolta con artisti vari)